# アルゴン - アルゴン法
アルゴン-アルゴン法（アルゴン - アルゴンほう）は、放射年代測定法の一種。

## 概要
アルゴン-アルゴン法(Argon–argon dating)は、カリウム-アルゴン法を発展させて精度を向上させた年代測定の方法である。
カリウム-アルゴン法では、岩石・鉱物試料に含まれるK量を炎光光度分析もしくは原子吸光分析で、放射壊変起源40Ar量を質量分析で求め、その量比を基に年代が求めるが、
アルゴン-アルゴン法では、原子炉内で試料に中性子を照射することで試料中のKの一部を39Arに変換（39K(n, p)39Ar反応）し、K起源の39Arと放射壊変起源40Arとの同位体比から年代を求める。
年代がAr同位体比の測定だけで得られることから、試料からガスを部分的に抽出する手法が利用できる。
試料の年代が、下記の年代方程式によって与えられる。
{\displaystyle t={\frac {1}{\lambda }}\ln(J\times R+1)}
λは放射能の減衰定数 40K（約5.5×10 -10年-1、約12.5億年の半減期に相当する）、JはJ-ファクター（照射プロセスに関連するパラメータ）、及びRは40Ar*/39Arの比である。